# Antoni Mataczyński
Antoni Mataczyński (ur. ?, zm. ?) – polski działacz państwowy, w 1945 prezydent Jeleniej Góry.

## Życiorys
Pracował jako urzędnik w Zarządzie Miejskim Krakowa. 24 maja 1945 objął od niemieckiego burmistrza stanowisko prezydenta Jeleniej Góry (wówczas pod nazwą pełnomocnik Rządu RP na obwód nr 30 – miasto Jelenia Góra). Faktycznie najwyższą władzę w mieście sprawowała wówczas radziecka komendantura wojskowa. Zajmował stanowisko najpóźniej do 7 września 1945, kiedy pełnomocnikiem został Kazimierz Grochulski.